# Ди, Фрэнсис
Фрэнсис Ди (англ. Frances Dee; 26 ноября 1909 — 6 марта 2004) — американская актриса.

## Биография
Фрэнсис Мэрион Ди родилась в Лос-Анджелесе 26 ноября 1909 года, где её отец, будучи военным, проходил службу. Её детство прошло в Чикаго, где она получила среднее образование, а затем поступила в Чикагский университет. Проучившись там всего два года, она вернулась в Калифорнию, где в 1929 году дебютировала в кино. Первую главную роль она исполнила уже спустя год в фильме «Плейбой из Парижа» с Морисом Шевалье в главной роли. Дальнейшему её успеху в кино способствовало включение Фрэнсис в 1931 году в список WAMPAS Baby Stars.
В последующие годы Фрэнсис Ди продолжала часто появляться на киноэкранах, но в большинстве случаев лишь на второстепенных ролях. За годы своей кинокарьеры, продолжавшейся до 1954 года, Фрэнсис снялась в 53 фильмах, включая картины «Американская трагедия» (1931), «Маленькие женщины» (1933), «Бремя страстей человеческих» (1934), «Бекки Шарп» (1935), «Весёлый обман» (1935), «Так кончается наша ночь» (1941), «Я гуляла с зомби» (1943), «Личные дела милого друга» (1947), «Платеж по требованию» (1951) и «Из-за тебя» (1952).
На съёмках одного из фильмом Ди познакомилась с актёром Джоэлом Маккри, за которого в 1933 вышла замуж. Ди в нескольких фильмах была связана с Дэвидом Селзником, но по иронии судьбы, её красота сыграла с ней отвратительную шутку: она потеряла возможность быть снятой в наибольшей картине Селзника «Унесённые ветром» (1939), именно по этой причине. Селзник рассматривал возможность поставить её на роль Мелани Уилкс, как то планировал режиссёр Джордж Кьюкор, но отступил от этого, когда он решил, что именно её красота может затмить новенькую актрису Вивьен Ли. После завершения кинокарьеры Ди поселилась с мужем на ранчо в восточном калифорнийском округе Вентура, где они занимались воспитанием троих детей, а также разведением лошадей. Их брак, ставший одним из самых долгих в истории Голливуда, продлился 57 лет до смерти МакКри в их годовщину свадьбы в 1990. Фрэнсис Ди пережила мужа на 14 лет и скончалась от осложнений после инсульта 6 марта 2004 года в возрасте 94 лет. За свой вклад в кино она удостоена звезды на Голливудской аллее славы.

## Избранная фильмография
| Год  |   | Русское название            | Оригинальное название | Роль                |
| ---- | - | --------------------------- | --------------------- | ------------------- |
| 1933 | ф | Маленькие женщины           | Little Women          | Маргарет «Мег» Марч |
| 1934 | ф | Бремя страстей человеческих | Of Human Bondage      | Салли Ателни        |